# Família Abravanel

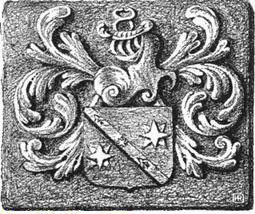
Brasão de armas da família na The Jewish Encyclopedia

A família Abravanel (em hebraico: אברבנאל; também escrito como Abarbanel, Abrabanel, Avravanel, Voronel, Barbernell, Abraben ou Barbanel) é uma das famílias judias mais antigas e ilustres, que alcançou notoriedade na Península Ibérica durante a Idade Média. Os seus membros associam sua origem ao rei Davi. Membros desta família viveram em Sevilha, Córdova, Castela e Leão, Calatayud até, por fim, se mudarem para Lisboa e posteriormente por outros locais.
Um de seus representantes mais proeminentes, Judá Abravanel, foi tesoureiro e coletor de impostos de Sancho IV de Castela de Castela (r. 1284–1295) e de Fernando IV (r. 1295–1312). Em 1310, ele e outros judeus garantiram os empréstimos à Coroa de Castela para financiar o cerco de Algeciras. É provável que ele tenha sido almoxarife ("coletor de receitas") de Castela. Judá Abravanel e sua família mais tarde fugiram para Lisboa, onde ocuparam relevantes postos governamentais. Seu filho Judá (morto em 1471), esteve ao serviço financeiro do Infante Santo, que em 1437 no seu testamento ordenou ordenou a restituição da grande soma de 506 000 réis blancs. Mais tarde, aparentemente esteve ao serviço do Duque de Bragança. Nas suas atividades de exportação, teve relações comerciais com a Flandres. Judá Abravanel foi o pai de Isaac Abrabanel e avô de Leão Hebreu (Judá Leon Abravanel) e de Samuel Abrabanel.
Samuel de Sevilha, de quem Menahem ben Aaron ibn Zerah escreveu que era "inteligente, amava homens sábios, fez amizade com eles, era bom para eles e estava ansioso para estudar sempre que tivesse tempo". Ele teve grande influência na corte de Castela. Em 1388 foi tesoureiro real, na Andaluzia. Durante os massacres antissemitas de 1391 foi forçado a se converter ao cristianismo, adotando o nome Juan Sanchez (de Sevilla) e foi nomeado fiscal de contas públicas em Castela. Pensa-se que uma passagem em um poema no Cancioneiro de Baena, atribuído a Afonso Ávares de Villasandino, refere-se a ele.
Samuel Abravanel, neto de Judá Abravanel, residente em Valência, e Samuel, filho de Judá (e, talvez, também o próprio Judá), mudaram-se para Portugal. Isaque, filho de Judá, voltou para Castela, onde viveu até o tempo do Decreto de Alhambra em 1492. Em seguida, foi para a Itália junto com seus filhos, Judá, José e Samuel. Seus descendentes viveram nos Holanda, Inglaterra, Irlanda, Alemanha, Império Otomano e o continente americano.
O status da família entre os povos da Península Ibérica é indicado por um ditado em judeu-espanhol comum em Salonica: "Ya basta mi nombre ke es Abravanel" ("Basta meu nome, que é Abravanel").
Isaac Abravanel escreveu que os seus antepassados eram descendentes do rei Davi mas isso tem sido questionado, em razão da falta de fontes.

## Abravanels notáveis
Vários dos membros mais proeminentes desta família:
- Judá Abravanel, tesoureiro e coletor de impostos em Sevilha, Espanha, em 1310. Prestou serviço substancial para os grandes de Castela. O infante D. Pedro, em seu testamento, datado de Sevilha, 9 de maio de 1317, ordenou que Judah fosse pago em (1) 15.000 maravedis para roupas entregues; (2) 30 000maravedis, como parte de uma dívida pessoal, ao mesmo tempo que pede Judá para dispensá-lo de pagar o resto. Judá era tido em grande favor pelo rei Afonso, o Sábio, com quem teve uma conversa sobre o judaísmo.
- Samuel Abravanel, se estabeleceu em Castela e tornou-se patrono da aprendizagem. Apoiou o estudioso Menahem ben Zera e fez que fosse eleito rabino de Toledo. Como sinal de sua gratidão, Menahem dedicou a Abravanel seu trabalho Ẓedah la-Derek (Provisão para a viagem). Durante a perseguição de 1361 converteu-se cristão e foi batizado, de acordo com Zacuto, com o nome de Juan de Sevilha. Logo, no entanto, voltou ao judaísmo.
- Don Isaac Abravanel, também Isaac ben Judá Abravanel ou Abarbanel (1437-1508) nasceu em Lisboa, Portugal. Ele era um judeu estadista, filósofo, comentarista da Bíblia, e financiador.
- Judá Abravanel, também conhecido como Leão Hebreu (c 1460 - C. 1535), era um médico judeu, poeta e filósofo, autor dos "Diálogos de Amor", o filho mais velho de Don Isaac Abravanel..
- Samuel Abravanel (Lisboa), 1473-Ferrara, 1551) filho mais novo de Isaac Abravanel, e neto de Judá.
- Maurice Abravanel, maestro da Orquestra Sinfônica de Utah.
- Senor Abravanel (1930-2024), também conhecido como Silvio Santos, apresentador de televisão no Brasil e fundador do SBT, rede de televisão brasileira.
- Leon Abravanel (1934-1982), também conhecido como Léo Santos, apresentador e produtor de rádio e televisão e empresário brasileiro.
- Yuri A. Barbanel, notável cientista russo no campo da química física, nascido em 1935.
- Iris Abravanel (1948), escritora, autora de telenovelas e showrunner brasileira,
- Cintia Abravanel (1962), diretora de teatro.
- Silvia Abravanel (1971), apresentadora de televisão, empresária e diretora brasileira.
- Daniela Abravanel Beyruti (1976), diretora de arte e empresária brasileira.
- Patrícia Abravanel (1977), apresentadora de programas de televisão.
- Rebeca Abravanel (1980), apresentadora de programas de televisão e empresária brasileira.
- Renata Abravanel (1985), possui cargos administrativos no grupo Silvio Santos.[2]
- Tiago Abravanel (1987), ator, cantor, dublador, apresentador de televisão e empresário brasileiro.